# 메럴 판 동언
메럴 디디 판 동언(네덜란드어: Merel Didi van Dongen, 1993년 2월 11일 ~ )은 네덜란드의 여자 축구 선수이다. 포지션은 미드필더이며, 현재 스페인 프리메라 디비시온 페메니나의 레알 베티스 페미나스에서 활동하고 있다.

## 클럽 경력과 대학 경력
1998년부터 2007년까지 SC 바위텐벨더르트 소속으로 활동했으며 2007년부터 2010년까지 팡크라티위스 소속으로 활동했다. 2010년에는 테르 레이더에 입단했고 2011년에는 에레디비시 프라우언 소속 여자 축구 클럽인 ADO 덴하흐로 이적했다.
2012년부터 2014년까지 미국 앨라배마 대학교 산하 스포츠 클럽인 앨라배마 크림슨 타이드 여자 축구부에서 활동했고 2015년에 네덜란드로 귀국하면서 AFC 아약스에 입단하게 된다. 2018년에는 스페인 프리메라 디비시온 페메니나 소속 여자 축구 클럽인 레알 베티스로 이적했다.

## 국가대표 경력
2008년부터 2009년까지 네덜란드 여자 U-17 축구 국가대표팀 선수로 활동했으며 2010년부터 2012년까지 네덜란드 여자 U-19 축구 국가대표팀 선수로 활동했다. 북마케도니아에서 개최된 2010년 UEFA U-19 여자 축구 선수권 대회, 이탈리아에서 개최된 2011년 UEFA U-19 여자 축구 선수권 대회에 참가했다. 스웨덴에서 개최된 UEFA 여자 유로 2013에서는 무릎 부상으로 인해 명단에서 제외된 만디 판 덴 베르흐의 대체 선수로 발탁되었지만 본선에는 기용되지 않았다.
2015년 2월 7일에 열린 태국와의 친선 경기에서 처음 출전하면서 네덜란드 여자 축구 국가대표팀 선수로 데뷔했으며 네덜란드는 태국에 7-0 승리를 기록했다. 2015년 5월 20일에 열린 에스토니아와의 경기에서는 자신의 국가대표팀 첫 골을 기록했는데 네덜란드는 에스토니아에 7-0 승리를 기록했다. 2015년 FIFA 여자 월드컵, 2019년 FIFA 여자 월드컵에 참가했다.

## 수상

### 클럽
ADO 덴하흐
- 에레디비시 프라우언 1회 우승 (2011-12)
- KNVB 여자컵 1회 우승 (2011-12)

아약스
- 에레디비시 프라우언 1회 우승 (2016-17)
- KNVB 여자컵 1회 우승 (2016-17)

### 국가대표
- 2018년 알가르브컵 우승
- 2019년 FIFA 여자 월드컵 준우승